# Эхинопсис Бакеберга
Эхинопсис Бакеберга (лат. Echinopsis backebergii) — кактус из рода Эхинопсис.
Вид назван в честь Курта Бакеберга (нем. Curt Backeberg, 1894—1966) — немецкого ботаника, известного коллекционера и систематика кактусов.

## Описание
Стебель шаровидный или коротко-цилиндрический, до 4,5 см в диаметре, светло-зелёный с 15 бугорчатыми рёбрами.
Колючек 3-7, от 0,5 до 5 см длиной, они коричневатые, с возрастом сереющие.
Цветки до 4,5 см длиной, светло-карминные.

## Распространение
Эндемик боливийского департамента Ла-Пас и перуанского региона Пуно.

## Синонимы
- Lobivia backebergii
- Echinopsis boedekeriana
- Lobivia bodekeriana
- Lobivia wrightiana
- Lobivia oxyalabastra
- Lobivia winterana
- Neolobivia winterana
- Lobivia zecheri